# Sakina Karchaoui
Sakina Karchaoui, född den 26 januari 1996 i Salon-de-Provence, är en fransk fotbollsspelare.

## Karriär
Sakina Karchaoui inledde sin seniorkarriär i Montpellier HSC år 2012. Hon kontrakterades av Lyon år 2020 innan hon 2021 värvades av Paris Saint-Germain. Hon har även representerat det franska damlandslaget där hon debuterade år 2016.